# Tylan Mayers
Tylan Mayers ist ein barbadischer Leichtathlet, der sich auf den Hochsprung spezialisiert hat.

## Sportliche Laufbahn
Erste internationale Erfahrungen sammelte Tylan Mayers bei den CARIFTA Games 2024 in St. George’s, bei denen er mit übersprungenen 1,95 m den siebten Platz belegte.
2023 wurde Mayers barbadischer Meister im Hochsprung.